# رزاق بوکاری
رزاق بوکاری (فرانسوی: Razak Boukari‎؛ زادهٔ ۲۵ آوریل ۱۹۸۷) بازیکن فوتبال اهل توگو است.
از باشگاه‌هایی که در آن بازی کرده‌است می‌توان به باشگاه فوتبال ولورهمپتون واندررز، باشگاه فوتبال سوشو، باشگاه فوتبال لانس و باشگاه فوتبال رن اشاره کرد.
وی همچنین در تیم‌های ملی فوتبال زیر ۲۱ سال فرانسه و توگو بازی کرده‌است.